# Bermuda i olympiska sommarspelen 2004
Bermuda i olympiska sommarspelen 2004 bestod av 10 idrottare som blivit uttagna av Bermudas olympiska kommitté.

## Friidrott
Herrar
Bana, maraton och gång
| Idrottare    | Gren      | Heat     | Heat      | Kvartsfinal      | Kvartsfinal      | Semifinal        | Semifinal        | Final            | Final            |
| Idrottare    | Gren      | Resultat | Placering | Resultat         | Placering        | Resultat         | Placering        | Resultat         | Placering        |
| ------------ | --------- | -------- | --------- | ---------------- | ---------------- | ---------------- | ---------------- | ---------------- | ---------------- |
| Xavier James | 100 meter | 10,40    | 6         | Gick inte vidare | Gick inte vidare | Gick inte vidare | Gick inte vidare | Gick inte vidare | Gick inte vidare |

## Ridsport

### Fälttävlan
| Ryttare     | Häst         | Gren                   | Dressyr | Dressyr   | Terräng | Terräng | Terräng   | Hoppning | Hoppning | Hoppning  | Hoppning         | Hoppning         | Hoppning         | Totalt | Totalt    |
| Ryttare     | Häst         | Gren                   | Dressyr | Dressyr   | Terräng | Terräng | Terräng   | Kval     | Kval     | Kval      | Final            | Final            | Final            | Totalt | Totalt    |
| Ryttare     | Häst         | Gren                   | Straff  | Placering | Straff  | Totalt  | Placering | Straff   | Totalt   | Placering | Straff           | Totalt           | Placering        | Straff | Placering |
| ----------- | ------------ | ---------------------- | ------- | --------- | ------- | ------- | --------- | -------- | -------- | --------- | ---------------- | ---------------- | ---------------- | ------ | --------- |
| Tim Collins | Delton Magna | Individuell fälttävlan | 59,40   | 43        | 9,20    | 68,60   | 38        | 13,00    | 81,60    | 36        | Gick inte vidare | Gick inte vidare | Gick inte vidare | 81,60  | 36        |

## Segling
Herrar
| Seglare                | Gren    | Lopp | Lopp | Lopp | Lopp | Lopp | Lopp | Lopp | Lopp | Lopp | Lopp | Lopp | Summerad poäng | Finalplacering |
| Seglare                | Gren    | 1    | 2    | 3    | 4    | 5    | 6    | 7    | 8    | 9    | 10   | M*   | Summerad poäng | Finalplacering |
| ---------------------- | ------- | ---- | ---- | ---- | ---- | ---- | ---- | ---- | ---- | ---- | ---- | ---- | -------------- | -------------- |
| Peter Bromby Lee White | Starbåt | 17   | 16   | 8    | 11   | 12   | 10   | 6    | 4    | 1    | 3    | 11   | 82             | 8              |

M = Medaljlopp; EL = Eliminerad – gick inte vidare till medaljloppet;
Damer
| Seglare                                 | Gren    | Lopp | Lopp | Lopp | Lopp | Lopp | Lopp | Lopp | Lopp | Lopp | Lopp | Lopp | Summerad poäng | Finalplacering |
| Seglare                                 | Gren    | 1    | 2    | 3    | 4    | 5    | 6    | 7    | 8    | 9    | 10   | M*   | Summerad poäng | Finalplacering |
| --------------------------------------- | ------- | ---- | ---- | ---- | ---- | ---- | ---- | ---- | ---- | ---- | ---- | ---- | -------------- | -------------- |
| Paula Lewin Peta Lewin Christine Patton | Yngling | 4    | 15   | 6    | 13   | 16   | 14   | 9    | 16   | 16   | 11   | 4    | 108            | 15             |

M = Medaljlopp; EL = Eliminerad – gick inte vidare till medaljloppet;

## Simhopp
Damer
| Idrottare                | Gren | Kval   | Kval      | Semifinal        | Semifinal        | Final            | Final            |
| Idrottare                | Gren | Poäng  | Placering | Poäng            | Placering        | Poäng            | Placering        |
| ------------------------ | ---- | ------ | --------- | ---------------- | ---------------- | ---------------- | ---------------- |
| Katura Horton-Perinchief | 3 m  | 203,58 | 30        | Gick inte vidare | Gick inte vidare | Gick inte vidare | Gick inte vidare |

## Triathlon
| Triathlet         | Gren                | Simning (1,5 km) | Trans 1 | Cykling (40 km) | Trans 2 | Löpning (10 km) | Total tid  | Placering |
| ----------------- | ------------------- | ---------------- | ------- | --------------- | ------- | --------------- | ---------- | --------- |
| Tyler Butterfield | Herrarnas triathlon | 19:34            | 0:18    | 1:04,20         | 0:24    | 34:32           | 1:58:26,99 | 35        |